# چارلز ساتن
چارلز ساتن (انگلیسی: Charles Sutton؛ ۱۸۵۶ – ۲۰ ژوئیه ۱۹۳۵) بازیگر اهل ایالات متحده آمریکا بود.

از فیلم‌هایی که وی در آن نقش داشته‌است، می‌توان به دروغ، هولدا اهل هلند، داستان راهب پیر و یاران اشاره کرد.